# Io (Sergio Cammariere)
Io è il settimo album discografico del cantautore Italiano Sergio Cammariere, pubblicato il 25 novembre 2016.

## Il disco
L'album è composto da dodici tracce, precisamente sei inediti e sei vecchi successi (questi ultimi riarrangiati in chiave live), del cantautore calabrese. I testi sono di Roberto Kunstler, storico paroliere di Cammariere.
Di particolare interesse i duetti con Gino Paoli nel brano Cyrano e con la cantante jazz Chiara Civello in Con te o senza te, brani, questi ultimi, divulgati anche come video ufficiali sul canale YouTube dell'artista. Nel disco è presente anche una traccia strumentale, Sila.
L'album è stato presentato da Cammariere e Paoli a Domenica In nella puntata presentata da Pippo Baudo del 4 dicembre 2016.

## Tracce
1. Tempo perduto – 5:46
2. Via da questo mare – 5:38
3. Tutto quello che un uomo – 4:48
4. Cyrano (feat. Gino Paoli) – 3:18
5. Dalla pace del mare lontano – 4:24
6. L'amore non si spiega – 4:12
7. Chi sei – 5:46
8. Con te o senza te (feat. Chiara Civello) – 3:19
9. Ti penserò – 2:44
10. La giusta cosa – 3:38
11. Sila – 2:30
12. Cantautore piccolino – 5:36

## Formazione
- Sergio Cammariere – voce, pianoforte
- Amedeo Ariano – batteria
- Bruno Marcozzi – percussioni
- Francesco Puglisi – basso
- Roberto Taufic – chitarra
- Marcello Surace – batteria
- Osmany Diaz – basso
- Paulo La Rosa – percussioni
- Luca Bulgarelli – contrabbasso
- Fabrizio Bosso – tromba
- Roberto Rossi – trombone
- Max Ionata – sassofono tenore

## Classifiche
| Classifica (2016) | Posizione |
| ----------------- | --------- |
| Italia            | 81        |